# Polikarpov Po-2
Polikarpov Po-2 (před rokem 1944 označovaný U-2, v kódu NATO „Mule“) byl sovětský dvouplošník používaný během druhé světové války na východní frontě k velkému množství různých úkolů.
V roce 1927 byl v konstrukční kanceláři Nikolaje Nikolajeviče Polikarpova sestrojen prototyp dvouplošníku U-2, který se stal později legendou sovětského letectva. Jedná se patrně o nejvíce vyráběný letoun na světě, vždyť podle některých údajů bylo postaveno přes 40 tisíc kusů těchto strojů. Jiné zdroje mluví o 33 tisíci kusech, ale i tak by se jednalo o jedno z nejrozšířenějších letadel.

## Vývoj
Dvouplošník U-2 byl původně sestrojen jako cvičný letoun pro nastupující generaci sovětských pilotů. Vyráběl se od počátku roku 1928 a byl všestranně využíván jak v civilním, tak ve vojenském letectvu. Stroj byl v podstatě jednoduchý, běžné mechanické závady se daly opravit doslova „na koleně“ a zvládl je i méně zručný mechanik. Od počátku 30. let vznikaly různé verze – zemědělská, sanitní, civilní, spojovací, námořní (s plováky), průzkumné. Stroje byly opatřeny motory Švecov M-11 o výkonu 100 k (73,5 kW), od roku 1939 motorem M-11D s výkonem 115 k (84,6 kW). Stroj byl stále vylepšován a v roce 1944 byl přejmenován na počest tragicky zesnulého konstruktéra Polikarpova na Po-2. V poválečných letech se vyráběl licenčně i v Polsku. Výroba byla ukončena až roku 1953.

## Užití

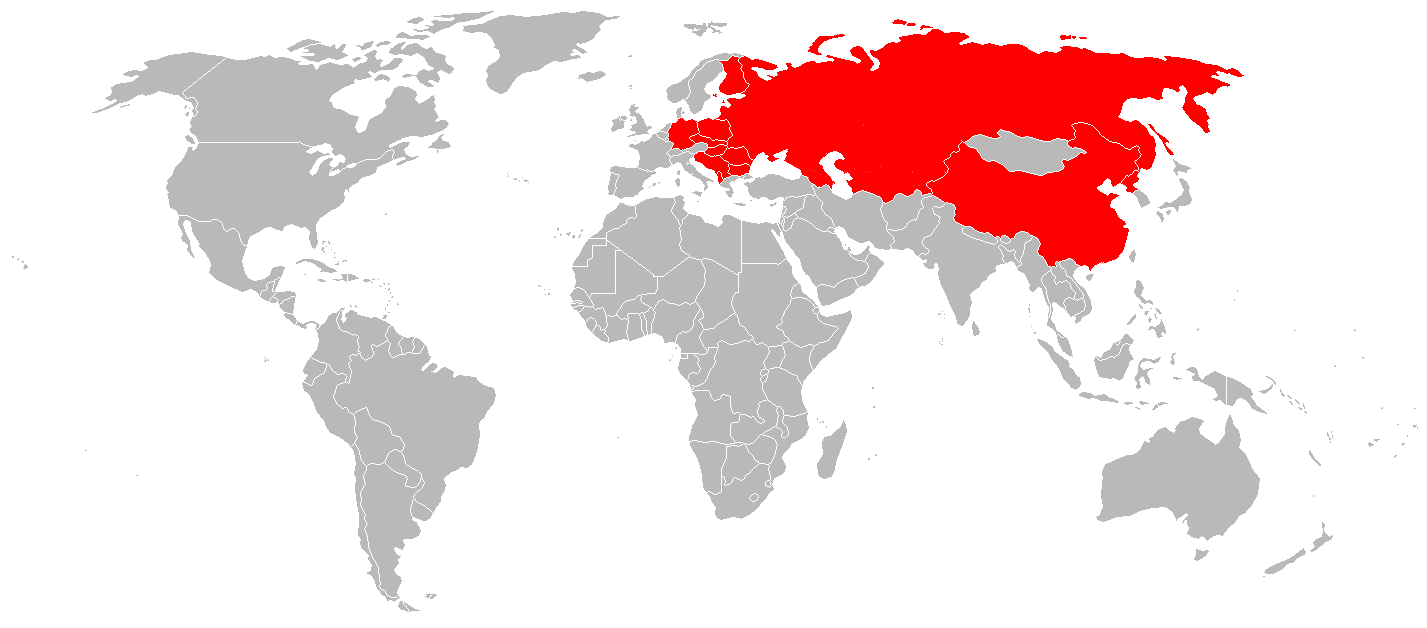
Mapa uživatelů Po-2

Letoun Po-2 (U-2) byl všestranně využíván v civilním i vojenském sektoru. Za druhé světové války sloužil jako cvičný, spojovací, štábní, dopravní, sanitní, bombardovací a průzkumný letoun. Díky jeho tichému motoru ho Němci pojmenovali „Létající šicí stroj“ (německy: Nähmaschine), Sověti mu zase dali přezdívku „Kukuruznik“ (sekáč kukuřice). A právě díky tichému chodu motoru byl letoun užíván k takovým účelům, jako bylo noční zásobování partyzánských jednotek a odvoz raněných, noční řízení letecké palby i noční bombardovací útoky. Snad nejvíce ho proslavil výhradně ženami tvořený 46. gardový noční bombardovací pluk, který se účastnil nočních náletů na německá postavení i soustředění armády. Letadla se v hluboké tmě přiblížila v tichosti k cíli a bez nejmenšího tušení protivníka svrhla svůj smrtonosný náklad. Němci dali těmto ženským jednotkám přezdívku „Noční čarodějnice“ (Nachthexen), což bylo příslušnicemi pluku přijato tak, že si samy začaly takto říkat. Polikarpov Po-2 sloužil od roku 1943 ještě v jedné zvláštní verzi s mohutnými rozhlasovými reproduktory – k propagandě. Stroj používal i 1. československý armádní sbor, po válce i Československé letectvo pod označením K-62. Několik letadel Po-2 vlastnily do konce padesátých let i aerokluby Svazarmu.

## Specifikace

Třípohledový nákres

### Technické údaje
- Osádka: 2 osoby
- Rozpětí: 11,40 m
- Délka: 8,17 m
- Výška: 3,50 m
- Nosná plocha: 33,15 m²
- Hmotnost: 700 kg
- Vzletová hmotnost: max. 1 400 kg
- Pohonná jednotka: 1 × hvězdicový vzduchem chlazený motor Švecov M-11 o výkonu 100 k (74 kW), později M-11D o výkonu 115 k (85 kW), stroje z poválečné výroby pohánějí motory M-11K o výkonu 115 k

### Výkony
- Maximální rychlost: 150 km/h
- Dolet: 500 km
- Dostup: 4 000 m

### Výzbroj
- 1 nebo 2 × kulomet ŠKAS ráže 7,62 mm + 1 × kulomet ráže 7,62 mm ovládaný pozorovatelem
- pumy do váhy 250 kg nebo až 6 raketových střel RS-82 nesených na závěsnících pod spodním křídlem

## Po-2 ve filmu
Letadla Po-2 hrají hlavní roli v sovětském válečném muzikálu Nebeský louda (SSSR 1945) a dramatu Letka čarodějek (SSSR 1981), které pojednávají právě o nasazení těchto strojů v rámci ženského leteckého pluku. Po-2, rovněž pilotovaný ženami, se též mihne v jedné scéně filmu Kukuška (Rusko 2002).